# Siamês Red Point
O Gato Siamês Red Point, também conhecido como "Flame Point Siamese", é uma Raça de gato que surgiu do gato Siamês.
O Siamês Red Point teve sua origem por volta de 1934 na região da Tailândia. Eles têm uma Pelagem curta, macia e fina, com as cores creme alaranjado com marcas vermelhas nas extremidades.
Ele também é conhecido por ter uma  Personalidade Extrovertida, carinhosa e apegada.Na fase Adulta, possue cerca de 20 a 30 Centímetros de Altura, o que o torna um gato de porte médio. O Peso saudável da raça é entre 4 a 6 Quilogramas,  com machos pesando entre 4,5 a 6,5kg e fêmeas entre 3,5 a 5,5kg. Sua Expectativa de vida média é de 16 a 20 anos, que é relativamente maior que a média de outras raças de Gatos.
Devido às origens mestiças do siamês red point, a Associação de Criadores de Gatos não reconhece essa cor como um Siamês oficial. 
O dia oficial do Siamês Red Point é 29 de Setembro.

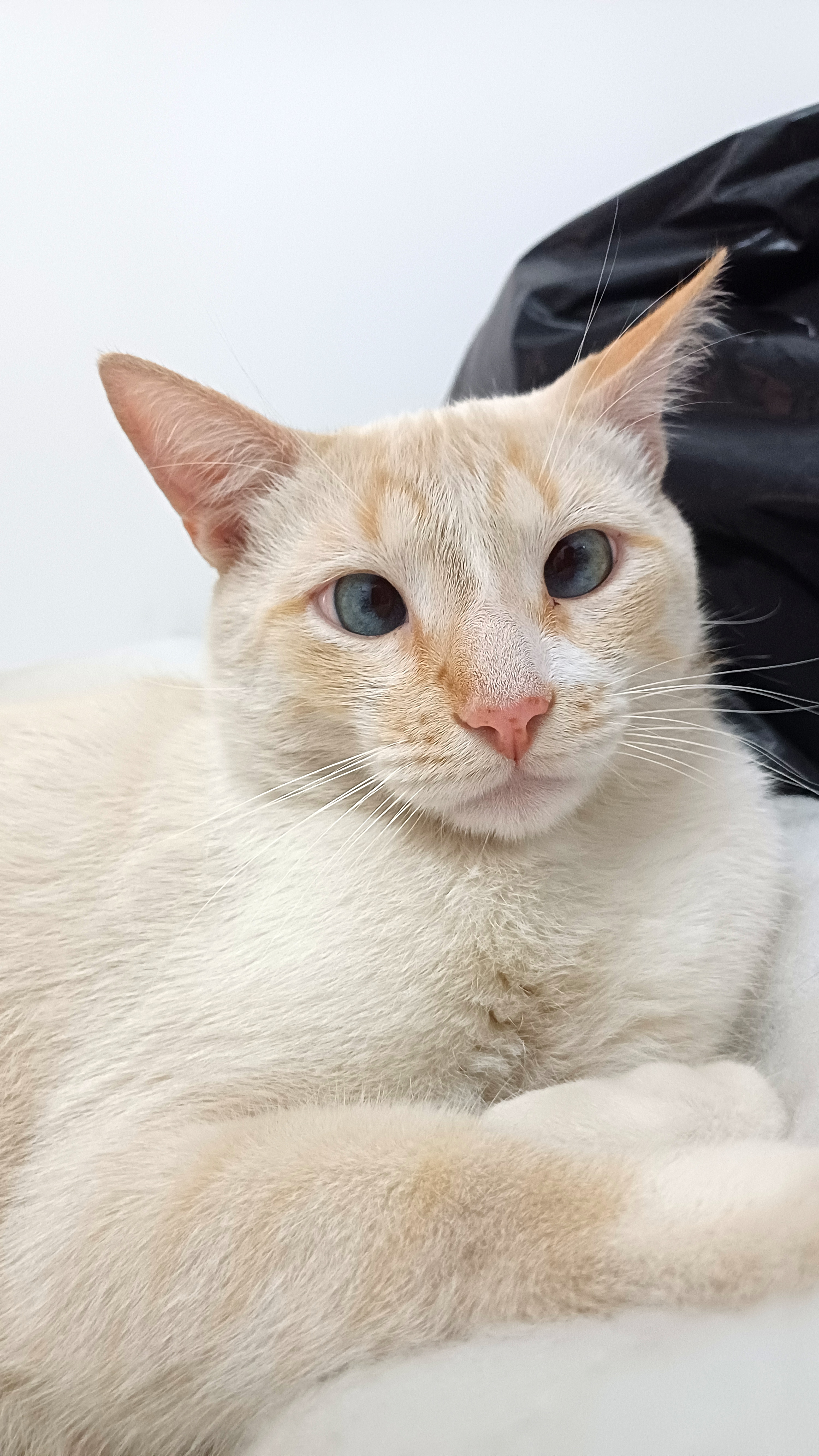
Gato Siamês Red Point (macho)

## Origem
A origem do Gato Siamês tradicional se deu pela região da Tailândia, cuja chegada da raça no Oriente deu-se no final do Século XIX(Século 19). Por volta da Década de 30, mais especificamente em 1934, começaram a surgir diversos padrões da cor de Pelagem, o que resultou em várias Raças de gatos, e uma dessas é o Siamês Red Point, porém só foi reconhecido como uma raça por algumas instituições em 1966. Essa variação surgiu no Século XX, especialmente quando alguns criadores na Inglaterra e nos Estados Unidos começaram a experimentar cruzamentos para ampliar a variedade de cores da raça Siamês. Um Red Point nasce após o cruzamento de um Gato Laranja Malhado e um Siamês comum. Ou seja, o Siamês Red Point não é nada mais que uma variação do Gato Siamês tradicional. Apesar de ser menos popular que as cores tradicionais, é apreciado pela sua beleza única.

## Características
Os gatos Red Point têm características físicas e comportamentais que combinam com a raça Siamês. Eles são de porte médio, esbelto e atlético, com altura média de 25 Centímetros e peso de 3 a 6 Quilogramas. Esta é uma das Raças de gatos que não soltam muito Pelo e exigem poucos cuidados diários. 
O Red Point tem pelos majoritariamente creme com aspecto laranja avermelhado nas extremidades, mas ao mesmo tempo é um gato branco e creme no resto do corpo. 
Sua cabeça tem um formato triangular, com orelhas grandes e pontuadas que realçam a sua expressão curiosa e fofa.
Os Red Points têm olhos azuis grandes, expressivos e brilhantes, mas muitas vezes possuem olhos Estrábicos.
Os Siameses Red Point geralmente possuem um corpo esguio, musculoso, e bem proporcionado, com patas longas e uma cauda fina.

## Filhotes
Desde os primeiros meses de vida, os gatos Siameses Red Point já são bastante comunicativos, e bastante apegados aos seus donos.
Apesar disso, é recomendado que se separem da mãe apenas após completarem 2 meses de vida, porque a Amamentação e socialização com a ninhada são muito importantes para a raça.
Ao levar um filhote Siamês Red Point para casa, é importante adaptar a casa para evitar fugas ou acidentes. Além disso, alguns acessórios são indispensáveis para o filhote, que são uma caminha, caixa de areia, água, brinquedos e produtos de higiene.
A ração para os gatos Red Point filhotes é essencial após o fim da amamentação, para o Siamês Red Point se manter com os nutrientes e proteínas necessárias para manter uma boa saúde.

## Personalidade e Comportamento
Os Red Points são gatos extremamente inteligentes e sensíveis. A Raça geralmente é muito apegada à Família e aos seus donos. Eles também têm um lado bastante sociável e amigável. Isso significa que o gato Red Point quase nunca tem problemas de convivência com Crianças ou outros Animais de estimação, desde que tenham convivência amigável e saudável desde cedo. Por isso, geralmente são considerados como gatos extrovertidos e bastante sociáveis. No entanto, medo, estresse ou territorialismo podem torná-los agressivos.
O Siamês Red Point é bastante comunicativo e gosta muito de Miar para chamar atenção. Muitas vezes dá miados curtos para pedir atenção ou chamar atenção para necessidades. Eles dificilmente ficam calados por muito Tempo,e geralmente exige mais atenção que outros Animais de estimação.
Além disso, o Red Point odeia ficar muito tempo sozinho, ou seja, o Dono deve separar um Tempo para ficar junto ao Red Point ou Adotar outro Animal de estimação como companhia. Por isso, costuma ser uma grande companhia para seu dono.
Normalmente também tem altos níveis de energia, e precisa de estímulos, como brinquedos e atividades para se manter entretido.  

## Cuidados
Os Siameses Red Point, por terem pelos curtos, necessitam de pouca manutenção. A escovação ocasional ajuda a manter uma boa aparência e remover pelos soltos, o que evita que o gato tenha um Engasgo.
Apesar de serem saudáveis e pouco propensos a doenças, podem ser predispostos a problemas genéticos da raça Siamês, como o Estrabismo, Cardiomiopatia, Amiloidose hepática, asma, bronquite e etc.
A alimentação balanceada e nutritiva, como para todos os outros gatos, é essencial para manter a Pelagem, a saúde e o brilho dos gatos Siameses Red Point, além de evitar problemas como a desnutrição.
Também é recomendado um espaço relativamente grande para os gatos Red Point, porque, por serem ativos, eles normalmente são curiosos, o que os leva a explorar o arredor, para manter o estímulo físico e mental para eles.

## Curiosidades
A maioria dos Gatos Siameses Red Point são do Sexo masculino. Isso deve-se a a Coloração laranja estar ligada ao Cromossomo X, de forma que a maioria dos animais com essa Pelagem costuma ser machos. Por isso, é mais raro encontrar uma Siamês Red Point Fêmea. Mais especificamente, cerca de 75% dos Siamês Red Point são machos.
Ao nascer, o Red Point é quase totalmente branco, mas a Pelagem creme nas extremidades aparece ao longo do tempo, demorando cerca de 1 ano para aparecer totalmente ao longo do corpo.
O Siamês Red Point geralmente é conhecido como uma variante do Siamês (gato),e não como uma raça própria.